# Buchnera exserta
Buchnera exserta là loài thực vật có hoa thuộc họ Cỏ chổi. Loài này được Fawc. mô tả khoa học đầu tiên năm 1885.